# 查巴利雅
查巴利雅·阿都瓦哈（1950年—2021年7月22日），马来西亚政治人物，国阵巫统籍，曾经为槟城州立法议会柏淡州议员 。